# Okręg wyborczy Barnet
Okręg wyborczy Barnet powstał w 1950 r. i wysyłał do brytyjskiej Izby Gmin jednego deputowanego. Okręg obejmował dystrykt Barnet w północnym Londynie. Został zniesiony w 1974 r.

## Deputowani do brytyjskiej Izby Gmin z okręgu Barnet
- 1945–1950: Stephen Taylor, Partia Pracy
- 1950–1974: Reginald Maudling, Partia Konserwatywna